# Parafia Najświętszego Serca Jezusowego w Radomiu
Parafia pw. Najświętszego Serca Jezusowego w Radomiu – parafia  rzymskokatolicka usytuowana w Radomiu. Należy do dekanatu Radom-Wschód, który należy z kolei do diecezji radomskiej. W 2012 roku ks. proboszcz Roman Adamczyk podjął się dzieła remontu zabytkowego kościoła. Aktualnie wyremontowana została ściana frontowa świątyni, wieże boczne i główna oraz ich pokrycie dachowe. Schody prowadzące do świątyni także zostały zmienione. Plac został ogrodzony, a świątynia zyskała najnowocześniejszą w Radomiu iluminację, czyli oświetlenie. Wokół kościoła zainstalowano także kamery. W czerwcu 2016 roku zrewitalizowano plac przed kościołem. Wymieniona została instalacja wodno-kanalizacyjna, plac wyłożono kostką, a wokół posadzono krzewy. Zainstalowany został też system nawadniający rośliny. Na środku placu, w chodniku, umieszczono trójkąt z napisem „JHS” wchodzący w napis „NSJ”, czyli skrót od nazwy parafii.

## Historia
Parafia została erygowana 28 kwietnia 1921 przez bp. Mariana Ryxa. Wkrótce zaczęto budować kaplicę pw. św. Franciszka. Kamień węgielny kaplicy został poświęcony 26 lipca 1922 przez bp. Pawła Kubickiego. Od 1925 zaczęto w tej kaplicy sprawować Msze św. Stanowiła ona część większej budowli przeznaczonej następnie na dom parafialny. Kościół pw. Najświętszego Serca Jezusowego, wg projektu arch. Stefana Szyllera z Warszawy, budowano od 1931 staraniem ks. Jana Węglickiego i ks. Stanisława Głąbińskiego. Nie ukończono jednak budowy do 1939. Po II wojnie światowej od 1945 do 1957 prace kontynuowali arch. Kazimierz Prokulski, a następnie arch. Alfons Pinno, staraniem ks. Jana Wiącka, ks. Adama Łukasiewicza, ks. Stanisława Flonta, ks. Stefana Popisa. Bp Jan Kanty Lorek poświęcił świątynię 10 grudnia 1950. Konsekracji kościoła dokonał 25 listopada 1966 bp Piotr Gołębiowski. Kościół został zbudowany w stylu zmodernizowanego renesansu włoskiego z elementami neobarokowymi. Murowany z cegły, tynkowany, orientowany. Korpus jest trójnawowy, trzyprzęsłowy, bazylikowy, z transeptem; poprzedzony płytkim przęsłem chóru i wtopioną czworoboczną wieżą na osi, ujęta po bokach aneksami. Prezbiterium jednoprzęsłowe. Fasada dwukondygnacyjna, pięcioosiowa. Wieża jest pięciokondygnacyjna, poprzedzona dwukondygnacyjnym ryzalitem ujętym parą jońskich kolumn w wielkim porządku, które dźwigają wydatne belkowanie zwieńczone balustradą tarasu, dekorowaną rzeźbami aniołów. W ryzalicie znajduje się zamknięta półkoliście dwukondygnacyjna wnęka, w której na dole mamy prostokątny portal zwieńczony trójkątnym przyczółkiem i ujęty parą korynckich kolumn dźwigających belkowanie. Wieżę wieńczy neobarokowy hełm, wzorowany na zwieńczeniu północnej wieży katedry wawelskiej. Partie boczne fasady opięte toskańskimi pilastrami, z prostokątnymi portalami w pierwszej kondygnacji i rzędami prostokątnych okienek w drugiej. W skrajnych osiach znajdują się dwukondygnacjowe dzwonnice zwieńczone neobarokowymi hełmami. Dachy dwuspadowe, kryte blachą.

## Zasięg parafii
Do parafii należą wierni z Radomia mieszkający przy ulicach: Akacjowa, Biała (1-89,2-78), Błotnia, Ciemna, Czeremchowa, Dąbrowskiego, Długojowska (1-27,2-40a), Domagalskiego (1), Dzielna, Fabryczna, Giserska, Górna, Graniczna, Gromadzka, Hubalczyków, Inspektowa, Inwalidów Wojennych, Jarzynowa, Jasna, Jaśminowa, Kalińska, Klinowa, Komunalna (1-41,2-48), Konopnickiej (od nr.30 - do końca, od nr.31 - do końca), Kościelna, Kośna, Krzyżowa, Kwiatowa, Kwiatkowskiego (1-83,2-66), Lechicka, Litewska, Lubońskiego, Ludwikowska, Makowska, Miedziana, Mikołaja z Radomia, Niemcewicza (61-87), Norwida, Odechowska, Ogrodnicza, Owocowa, Płaska, Podmiejska, Promyka, Prosta, Przelotna, Radomskiego (3,4,6), Skarżyńskiego, Słowackiego (55-187,30-168), Szara, Szeregowa, Średnia, (1-31,2-36), Świerkowa (1-63,2-30), Tadeuszowska, Trawna, Wesoła, Wojska Polskiego, Wrześniowskiego, Wschodnia, Wróblewskiego, Zagłoby, Zapolskiej, Zielińskiego, Żurawia.

## Proboszczowie
- ks. Roman Maliszewski (1921–1926)
- ks. Józef Drabowicz (1926–1929)
- ks. Jan Węglicki (1929–1930)
- ks. Stanisław Głąbiński (1930–1940)
- ks. Bolesław Strzelecki (1940–1941)[2]
- ks. Jan Wiącek (1941–1949)
- ks. Adam Łukasiewicz (1949–1953)
- ks. Stanisław Flont (1953–1954)
- ks. Stefan Popis (1955–1987)
- ks. prał. Stanisław Suwała (1987–2011)
- ks. kan. Roman Adamczyk (od 2011)